# Sida fallax
Sida fallax (‘ilima en hawaiiano) es una pequeña herbácea de las Hibiscus en la familia de las (Malvaceae). Es indígena de las islas hawaiianas, donde era la flor original usada en la hechura del lei. 

## Descripción
Las flores son pequeñas, no más de 25 mm de diámetro, con cinco pétalos de coloración amarillo dorado. Las plantas pueden ser erectas o postradas, y se las encuentra e áreas áridas de suelo arenoso, frecuentemente cerca del océano. 
A veces se lo utiliza como un cobertor de suelo en zonas tropicales.

## Taxonomía
Sida fallax fue descrita por Wilhelm Gerhard Walpers y publicado en Nov. Actorum Acad. Caes. Leop.-Carol. Nat. Cur. 19(Suppl. 1): 306 1843.
Etimología
Sida: nombre genérico que  fue adoptado por Carlos Linneo de los escritos de Teofrasto, que lo usaba para el nenúfar blanco europeo, Nymphaea alba.
fallax: epíteto latíno que significa "engañoso, falaz".
Sinonimia
- Anoda ovata Meyen	[2]